# Pape Amadou N'Diaye
Pape Amadou N'Diaye (Rufisque, 24 luglio 1977) è un ex calciatore senegalese, di ruolo difensore.

## Carriera
Con la Nazionale senegalese ha preso parte alla Coppa d'Africa 2000.